# Années de pèlerinage
Die Années de pèlerinage (übersetzt Pilgerjahre) sind eine Sammlung von 26 Charakterstücken von Franz Liszt für Klavier solo in drei Bänden. Sie bieten gleichsam ein Kompendium der musikalischen Romantik des Pianisten Franz Liszt. Das musikalische Spektrum reicht von virtuosem Feuerwerk bis zu ganz in sich gekehrter romantischer Poesie. Deutlicher als viele andere Kompositionen Liszts lassen sie erkennen, wie der Komponist unter dem Eindruck seiner Reisen musikalisch immer mehr zu sich selbst findet. Besonders interessant ist in dieser Hinsicht der dritte Band, der vor allem die Entwicklung von Liszts Spätstil nachvollziehen lässt. Dieser dritte Band entstand deutlich später als die ersten beiden Bände. Immer mehr noch tritt darin Liszts Virtuosität in den Hintergrund gegenüber immer eigenständigeren musikalischen Gedanken und harmonischen Experimenten.

## Der Titel
Der Titel Années de pèlerinage bezieht sich auf Goethes berühmten Entwicklungsroman, Wilhelm Meisters Lehrjahre. Wie Wilhelm Meister seinen Charakter auf seiner Reise entwickelt, nimmt der Komponist Liszt seine Reiseerfahrungen zum Anlass für neue Kompositionen. Mehrfach zitiert Liszt Byrons Childe Harold’s Pilgrimage. Er knüpft aber auch an andere Autoren der Tradition und der Romantik an wie Dante, Petrarca, Schiller oder Senancour.

## Première année: Suisse
(übersetzt: Das erste Jahr: Schweiz) – Liszt komponierte die Stücke des ersten Bandes zwischen 1848 und 1854 und veröffentlichte sie 1855. Die meisten dieser ersten Stücke (Nr. 1, 2, 3, 4, 6, 8 und 9) sind Überarbeitungen aus seinem früheren Zyklus Album d’un Voyageur, die er zwischen 1835 und 1836 komponierte und 1842 veröffentlichte. Nr. 7 (Églogue) wurde separat veröffentlicht; Nr. 5 (Orage) war erst in der endgültigen Version des Zyklus enthalten.
1. Chapelle de Guillaume Tell (Wilhelm-Tell-Kapelle) – Liszts Motto: „Einer für alle – alle für einen.“
2. Au lac de Wallenstadt (Am See von Walenstadt bzw. Am Walensee) – Liszts Motto nach Byrons Childe Harold’s Pilgrimage (Canto 3 LXVIII - CV): “Thy contrasted lake / With the wild world I dwell in is a thing / Which warns me, with its stillness, to forsake / Earth’s troubled waters for a purer spring.”
3. Pastorale
4. Au bord d’une source (An einer Quelle) – Liszts Motto stammt von Schiller: „In säuselnder Kühle / beginnen die Spiele / Der jungen Natur.“
5. Orage (Sturm) – Liszts Motto nach Byrons Childe Harold’s Pilgrimage (Canto 3 LXVIII - CV): “But where of ye, O tempests! is the goal? / Are ye like those within the human breast? / Or do ye find, at length, like eagles, some high nest?”
6. Vallée d’Obermann (Das Obermann-Tal) – Das erste Motto zitiert aus Senancours Briefroman Obermann die bedeutsamen Fragen: « Que veux-je? Que suis-je? Que demander à la nature? … ». Das zweite Motto stammt abermals aus Byrons Childe Harold’s Pilgrimage: “Could I embody and unbosom now / That which is most within me,--could I wreak / My thoughts upon expression, and thus throw / Soul--heart--mind--passions--feelings--strong or weak-- / All that I would have sought, and all I seek, / Bear, know, feel--and yet breathe--into one word, / And that one word were Lightning, I would speak; / But as it is, I live and die unheard, / With a most voiceless thought, sheathing it as a sword.”
7. Eglogue (Hirtengesang) – Liszt stellt dem Stück mit der Überschrift Eglogue (Hirtengesang) / De l’expression romantique et du ranz du vaches einen Text aus Obermann von Senancour voran.
8. Le mal du pays (Heimweh)
9. Les cloches de Genève: Nocturne (Die Glocken von Genf: Nocturne)

## Deuxième année: Italie
(übersetzt: Das zweite Jahr: Italien) – Veröffentlicht 1858 (Schott); komponiert 1837–1849; die Stücke 4-6 sind Bearbeitungen von Kunstliedern, die Liszt als Tre Sonetti del Petrarca (Drei Sonette von Petrarca) zusammengefasst hat; komponiert ca. 1839–1846 und veröffentlicht 1846.
1. Sposalizio (Vermählung) – nach Raffaels Gemälde Vermählung Mariä
2. Il Penseroso (Der Nachdenkliche) – nach einer Statue Michelangelos in der Florentiner Medici-Kapelle
3. Canzonetta del Salvator Rosa (Canzonetta von Salvator Rosa)
4. Sonetto 47 del Petrarca (Petrarca-Sonett 47)
5. Sonetto 104 del Petrarca (Petrarca-Sonett 104)
6. Sonetto 123 del Petrarca (Petrarca-Sonett 123)
7. Après une lecture du Dante / Fantasia quasi Sonata (Nach einer Lektüre von Dante / Fantasia quasi Sonata)

Venezia e Napoli (Venedig und Neapel) – Ergänzung zum zweiten Jahr; veröffentlicht 1861, komponiert 1859, zum Teil als Revision einer früheren Fassung von etwa 1840 mit dem gleichen Namen.
1. Gondoliera (Gondellied) – basierend auf dem Lied La Biondina in Gondoletta von Giovanni Battista Peruchini
2. Canzone – basierend auf dem Gondellied Nessun maggior dolore aus Rossinis Otello.
3. Tarantella – mit Themen von Guillaume-Louis Cottrau (1797–1847)

## Troisième année
(übersetzt: Das dritte Jahr) – Veröffentlicht 1883; die Stücke 1-4 und 7 wurden im Jahre 1877 komponiert, Nr. 5 1872, Nr. 6 1867.
1. Angélus! / Prière aux anges gardiens (Angelus! Gebet zu den Schutzengeln) – gewidmet Daniela von Bülow, Liszts Enkelin, der ersten Tochter von Hans von Bülow und Cosima Liszt und Ehefrau des Kunsthistorikers Henry Thode. Das Stück war für Harmonium oder Klavier geschrieben oder (laut Manuskript) ein Instrument, das beides verbindet.
2. Aux cyprès de la Villa d’Este (I) / Thrénodie (Die Zypressen der Villa d’Este (I) / Threnodie)
3. Aux cyprès de la Villa d’Este (II) / Thrénodie (Die Zypressen der Villa d’Este (II) / Threnodie) – Die in diesen beiden Threnodien beschriebene Villa d’Este steht in einem Park in Tivoli bei Rom, der berühmt ist für seine schönen Zypressen und Springbrunnen.
4. Les jeux d’eaux à la Villa d’Este (Die Wasserspiele der Villa d’Este)
5. Sunt lacrymae rerum / En mode hongrois / an Hans von Bülow (Tränen um die Dinge / In ungarischer Weise) – Hans von Bülow gewidmet.
6. Marche funèbre / En mémoire de Maximilien I / Empereur du Mexique, † 19 juin 1867 (Trauermarsch / In Erinnerung an Maximilian I. / Kaiser von Mexiko, † 19. Juni 1867); Motto: „In magnis et voluisse sat est“ / „In großen Dingen genügt auch, gewollt zu haben.“
7. Sursum corda / Erhebet eure Herzen

## Aufnahmen
Es wurden zahlreiche vollständige und unvollständige Aufnahmen der Années de pèlerinage gemacht. 
| Jahr                          | Pianist           | Band                                                                           | Label                                                        |
| ----------------------------- | ----------------- | ------------------------------------------------------------------------------ | ------------------------------------------------------------ |
| 1928                          | Claudio Arrau     | 1ère année: Suisse                                                             |                                                              |
| 1928                          | Claudio Arrau     | 3e année: Italie                                                               |                                                              |
| 1936 (circa)                  | Béla Bartók       | Sursum corda (aus 3e année)                                                    | Patria, Wiederveröffentlichung (1991?): Hungaroton HCD 12326 |
| 1937                          | Claudio Arrau     | 2e année: Italie                                                               |                                                              |
| 1947                          | Vladimir Horowitz | Au bord d’une source (aus 1ère année)                                          | RCA                                                          |
| 1947                          | Dinu Lipatti      | Sonetto 104 del Petrarca (aus 2e année)                                        | EMI CZS 767163 2                                             |
| 1950er Jahre                  | Wilhelm Kempff    | Ausschnitte, mit Deux Légendes                                                 | Decca                                                        |
| 1951                          | Vladimir Horowitz | Sonetto 104 del Petrarca (aus 2e année)                                        | RCA                                                          |
| 1969                          | Claudio Arrau     | 1ère année: Suisse                                                             |                                                              |
| 1969                          | Claudio Arrau     | 2e année: Italie                                                               |                                                              |
| 1969                          | Claudio Arrau     | 3e année: Italie                                                               |                                                              |
| 1973                          | Jerome Rose       | Gesamtaufnahme                                                                 |                                                              |
| 1975                          | Vladimir Horowitz | Au bord d’une source (aus 1ère année)                                          | RCA Victor Red Seal 82876 50754 2                            |
| 1975                          | Wilhelm Kempff    | 2e année: Italie                                                               | Deutsche Grammophon                                          |
| 1975–1976                     | György Cziffra    | Gesamtaufnahme                                                                 | EMI                                                          |
| 1977                          | Lazar Berman      | Gesamtaufnahme                                                                 | Deutsche Grammophon DGG 437206-2                             |
| 1982                          | Claudio Arrau     | 2e année: Italie                                                               |                                                              |
| 1983                          | Claudio Arrau     | 3e année: Italie                                                               |                                                              |
| 1984                          | Claudio Arrau     | 2e année: Italie                                                               |                                                              |
| 1986                          | Zoltán Kocsis     | 3e année: Italie                                                               | Philips Classics 462312-2                                    |
| 1972–1986                     | Alfred Brendel    | 1ère année: Suisse und 2e année: Italie sowie vier Stücke aus 3e année: Italie | Philips Classics 462312-2                                    |
| 1986, veröffentlicht Mai 1997 | Tamás Vásáry      | 2e année: Italie                                                               | BBC Music Magazine                                           |
| 1989                          | Claudio Arrau     | 1ère année: Suisse                                                             |                                                              |
| 1989                          | Jeffrey Swann     | Gesamtaufnahme                                                                 | akademia                                                     |
| 1998, veröffentlicht 2008     | Roberto Poli      | 2e année: Italie                                                               | OnClassical                                                  |
| 1991                          | Louis Lortie      | 2e année: Italie                                                               | Chandos                                                      |
| 1995, 1996, 1990              | Leslie Howard     | Gesamtaufnahme                                                                 | Hyperion Records                                             |
| 2001                          | Frederic Chiu     | Italie, Venezia e Napoli                                                       | Harmonia Mundi                                               |
| 2001, 2003, 2005              | Ksenia Nosikova   | Gesamtaufnahme                                                                 | Centaur Records, Inc.                                        |
| 2003                          | Aldo Ciccolini    | Gesamtaufnahme                                                                 | EMI Classics 5851772                                         |
| 2003                          | Yoram Ish-Hurwitz | 2e année: Italie                                                               | Turtle Records                                               |
| 2004                          | Nicholas Angelich | Gesamtaufnahme                                                                 | Mirare                                                       |
| 2004                          | Yoram Ish-Hurwitz | 1ère année: Suisse                                                             | Turtle Records                                               |
| 2004                          | Yoram Ish-Hurwitz | 3e année: Italie                                                               | Turtle Records                                               |
| 2005                          | Stephen Hough     | 1ère année: Suisse                                                             | Hyperion Records                                             |
| 2006                          | Seung-Yeun Huh    | Gesamtaufnahme                                                                 | Ars Musici                                                   |
| 2008, 2009, 2010              | Michael Korstick  | Gesamtaufnahme                                                                 | cpo                                                          |
| 2011                          | Alexander Krichel | 2e année: Italie                                                               | telos music                                                  |
| 2011                          | Ragna Schirmer    | Gesamtaufnahme                                                                 | Berlin Classics                                              |
| 2011                          | Bertrand Chamayou | Gesamtaufnahme                                                                 | Naïve                                                        |
| 2011                          | Louis Lortie      | Gesamtaufnahme                                                                 | Chandos                                                      |
| 2011                          | Tomas Dratva      | 1ère année: Suisse, plus 3e année: Les jeux d’eau à la Villa d’Este            | OehmsClassics                                                |
| 2020                          | Suzana Bartal     | Gesamtaufnahme                                                                 | Naïve classique                                              |

### Video
- Alfred Brendel (Deutsche Grammophon, DVD)